# Vila do Touro
Vila do Touro é uma povoação portuguesa sede da Freguesia de Vila do Touro do Município do Sabugal, freguesia com 23,31 km² de área e 177 habitantes (censo de 2021), tendo, por isso, uma densidade populacional de 7,6 hab./km².
Vila do Touro foi vila e sede de concelho entre o início do século XIII e o início do século XIX. O concelho de Touro era constituído pelos povos de Vilares, Rapoula do Côa, Roque Amador, Quinta das Vinhas, Baraçal, Quintas de São Bartolomeu, Lomba, Abitureira e Vila do Touro. 

## Demografia
A população registada nos censos foi:
| Distribuição da População por Grupos Etários | Distribuição da População por Grupos Etários | Distribuição da População por Grupos Etários | Distribuição da População por Grupos Etários | Distribuição da População por Grupos Etários |
| -------------------------------------------- | -------------------------------------------- | -------------------------------------------- | -------------------------------------------- | -------------------------------------------- |
| Ano                                          | 0-14 Anos                                    | 15-24 Anos                                   | 25-64 Anos                                   | > 65 Anos                                    |
| 2001                                         | 14                                           | 23                                           | 111                                          | 151                                          |
| 2011                                         | 3                                            | 5                                            | 64                                           | 111                                          |
| 2021                                         | 7                                            | 2                                            | 57                                           | 111                                          |

## Património
- Igreja de Nossa Senhora da Assunção;
- Capela de São Sebastião;
- Capela de São Gens;
- Capela da Senhora do Mercado;
- Ruínas do Castelo de Vila do Touro;
- Pelourinho da Vila do Touro;
- Alminhas.

## Festas e Romarias
- Nossa Senhora da Saúde, na Abitureira (2 de Fevereiro)
- São Sebastião, na Vila do Touro (1.º Domingo de Agosto)
- Nossa Senhora do Mercado, na Vila do Touro (8 de Setembro)